# Im Reiche des goldenen Condor
Im Reiche des goldenen Condor (Originaltitel: Treasure of the Golden Condor) ist ein US-amerikanischer Abenteuerfilm von Delmer Daves mit Cornel Wilde aus dem Jahr 1953 nach dem Roman Benjamin Blake von Edison Marshall.

## Handlung
Edouard herrscht nach dem überraschenden Tod seines Bruders Paul als Marquis über die französische Kleinstadt St. Malo. Paul kam während einer Seereise nach Indien mit seiner erst auf der Reise geheirateten Frau Louise ums Leben. Der kurz darauf, noch auf dem Schiff geborene Sohn des Paares, der kleine Jean-Paul, lebt bei dem Büchsenmacher Pierre, dem Vater von Louise. Da es keine Aufzeichnungen über die Heirat seines Bruders gibt, beantragt Edouard die Vormundschaft für den Jungen und hält ihn als Leibeigenen. Über die Jahre erduldet Jean-Paul reichlich Demütigungen, lediglich in Pater Benoit findet er einen Vertrauten.
Als Edouard Jean-Paul beim Stelldichein mit seiner Tochter Marie erwischt, schlägt der Marquis den jungen Mann zusammen und peitscht ihn aus.
Zeitgleich besucht der alte schottische Abenteurer MacDougal Pater Benoit. MacDougal bittet den Priester eine alte Maya-Schatzkarte übersetzen und deuten zu lassen, die zu einem sagenumwogenen Schatz führen soll. Als Gegenleistung für die Übersetzung fordert Benoit, dass MacDougal Jean-Piere zur Flucht verhilft und ihn mitnimmt.
In Guatemala angekommen, stellen die beiden fest, dass ein Erdbeben das Heimatdorf MacDougals zerstört hat. Mit  MacDougals Tochter Clara, die das Erdbeben überlebt hat, beginnt die Suche nach dem auf der Karte beschriebenen See. Nach einigen Zwischenfällen gelangen die Abenteurer in ein Dorf am Rande des Sees. Aufgrund eines alten Maya-Amulettes halten die Indianer das Trio für Götter und führen sie nach Tikal, dem Tempel des goldenen Condor. Bei der Bergung des Schatzes werden die beiden Männer von einer riesigen Schlange angegriffen und MacDougal schwer verletzt. Dank dem Medizinmann des Stammes überlebt der alte Mann und sieht ein, dass es mehr als Reichtum auf der Welt gibt. MacDougals und Clara beschließen bei den Indianern zu bleiben.
Jean-Paul reist nach Paris, um den einflussreichen Finanzier Raoul Dondel zu kontaktieren. Mit dessen Hilfe hofft Jean-Paul den ihm zustehenden Titel und das Erbe seines Vaters zu bekommen. Er hinterlegt, nachdem er alle Einzelheiten seines Falls geschildert hat, die mitgebrachten Smaragde bei dem Geschäftsmann und reist nach St. Malo. Bei einem heimlichen Treffen verspricht er Marie die Heirat, nachdem ihrem Vater der Titel aberkannt wurde. Edouard lässt Jean-Paul verhaften und wegen der Flucht aus der Leibeigenschaft und Widerstands gegen seinen Herrn festnehmen und anklagen. Da Jean-Paul seine Taten nicht leugnet, verurteilt ihn das Gericht.
Kurz nach der Urteilsverkündung erscheint Dondel vor Gericht. Er bittet um Anhörung und behauptet, dass es nie ein Verbrechen gegeben hat. Als Beweis legt er dem Richter das Logbuch des Schiffes vor, auf dem Jean-Pauls Eltern geheiratet haben, und verweist auf den entsprechenden Eintrag. Ergänzend fügt Dondel noch Zeugenaussagen von Überlebenden der Fahrt bei. Darauf erhält Jean-Paul seinen rechtmäßigen Titel, den flüchtenden Edouard kann er im Zimmer Maries stellen, die gerade den Verrat gegenüber Jean-Paul zugibt. Dieser verprügelt Edouard und lässt seine Verlobte wortlos zurück. Anschließend verteilt Jean-Paul die erhaltenen Besitztümer an die ehemaligen Leibeigenen, gibt seinen Titel auf und kehrt nach Guatemala zurück, um mit Clara glücklich zu werden.

## Produktion
Der Film basiert auf dem gleichen literarischen Werk Benjamin Blake von Edison Marshall aus dem Jahr 1941 wie bereits der 1941 erschienene Film Abenteuer in der Südsee (Son of Fury: The Story of Benjamin Blake) mit Tyrone Power.

## Rezeption
Der Filmdienst bezeichnete den Film als „[n]aive[n] Abenteuerkostümfilm, der durch die Aufnahmen am Originalschauplatz an Interesse gewinnt“.

## Synchronisation
Die deutsche Synchronfassung entstand 1953 in Berlin.
| Rolle                       | Darsteller        | Synchronsprecher    |
| --------------------------- | ----------------- | ------------------- |
| Clara MacDougal             | Constance Smith   | Marion Degler       |
| Fontaine                    | Tudor Owen        | Eduard Wandrey      |
| Jean-Paul                   | Cornel Wilde      | Heinz Engelmann     |
| Marie, Comtesse de St. Malo | Anne Bancroft     | Edith Schneider     |
| Marquis de St. Malo         | George Macready   | Friedrich Joloff    |
| Mr. MacDougal               | Finlay Currie     | Walther Suessenguth |
| Raoul Dondel                | Leo G. Carroll    | Otto Eduard Hasse   |
| Stallbursche                | Robert Blake      | Ernst Jacobi        |
| Vater Benoit                | Konstantin Shayne | Kurt Vespermann     |